# Canoa/kayak ai Giochi della XIV Olimpiade - C2 1000 metri maschile
La competizione del C2 1000 metri di Canoa/kayak ai Giochi della XIV Olimpiade si è disputata il giorno 12 agosto 1948 al bacino del Royal Regatta ad Henley-on-Thames.

## Risultati
| Pos.    | Nazione        | Atleti                             | Tempo  |
| ------- | -------------- | ---------------------------------- | ------ |
| Oro     | Cecoslovacchia | Jan Brzák-Felix Bohumil Kudrna     | 5'07"1 |
| Argento | Stati Uniti    | Stephen Lysak Stephen Macknowski   | 5'08"2 |
| Bronzo  | Francia        | Georges Dransart Georges Gandil    | 5'15"2 |
| 4       | Canada         | Douglas Bennett Harry Poulton      | 5'20"7 |
| 5       | Austria        | Karl Molnar Viktor Salmhofer       | 5'37"3 |
| 6       | Svezia         | Gunnar Johansson Werner Wettersten | 5'44"9 |
| 7       | Gran Bretagna  | Mike Symons Hugh Van Zwanenberg    | 5'50"8 |
| -       | Belgio         | Hubert Coomans Jean Dubois         | Rit.   |